# Alicetea
Alicetea – radomski zespół grający muzykę rock/reggae/ska/funky.
Zespół założony został w 2003 roku przez muzyków grających wcześniej w grupie Źródło Zasilania (Niecu, Fred i Miz), do których dołączyli wokaliści Adam III i Alicja. W latach 2003–2006 skład Alicetea ewoluował kilka razy, podobnie jak rodzaj wykonywanej muzyki. W wyniku poszukiwań personalnych i stylistycznych we wrześniu 2006 zespół zasiliła sekcja dęta, reprezentowana przez Demona i Puzona, występujących dotychczas w zespole Le Illjah oraz Jamal.
14 kwietnia 2008 ukazała się debiutancka płyta pt. "Muzyka Moja Broń". W 2009 roku z przyczyn osobistych zespół opuściła wokalistka Alicja, którą zastąpił QBA.
Formacja wystąpiła w programie Must Be The Music (2012 r.). Drugi album zatytułowany "Wyspy, planety, układy" ukazał się 20 kwietnia 2013 i był promowany przez single: "Są Tacy" z gościnnym udziałem rapera Mediuma, "Budźmy Zmysły", "Piekielny Szu" oraz "Miasta Ja".
W czerwcu 2017 roku zespół wydał swoją dwupłytowe wydawnictwo koncertowe (płytę audio i płytę DVD), będące zapisem koncertu zespołu, zagranego podczas Festiwalu Woodstock w 2016 roku.
19 grudnia 2018 roku premierę miał trzeci studyjny album zespołu zatytułowany Idylla; płytę promowały single: „Korzenie” oraz „Idylla”.

## Dyskografia
Albumy
| Tytuł                                           | Dane dot. albumu                                              |
| ----------------------------------------------- | ------------------------------------------------------------- |
| Muzyka moja broń                                | - Data: 2008 - Wydawca: Lou & Rocked Boys                     |
| Wyspy planety układy                            | - Data: 20 kwietnia 2013 r. - Wydawca: Fonografika            |
| Koncert – Przystanek Woodstock 2016 (audio/DVD) | - Data: 1 lipca 2017 r. - Wydawca: Alicetea / Rabeat Rec.     |
| Idylla                                          | - Data: 19 grudnia 2018 r. - Wydawca: Alicetea / Rabeatt Rec. |

Notowane utwory
| "Piekielny Szu"             | 2013 | 2 | Wyspy planety układy |
| "—" utwór nie był notowany. |      |   |                      |

## Teledyski
| Tytuł                         | Rok  | Reżyseria/Realizacja                      | Album                | Źródło |
| ----------------------------- | ---- | ----------------------------------------- | -------------------- | ------ |
| "Głupcy"                      | 2008 | —                                         | Muzyka moja broń     | [ 2 ]  |
| "Jamajka"                     | 2011 | —                                         | —                    | [ 3 ]  |
| "Budźmy zmysły"               | 2013 | Alicetea                                  | Wyspy planety układy | [ 4 ]  |
| "Są tacy" (gościnnie: Medium) | 2013 | Karuzela                                  | Wyspy planety układy | [ 5 ]  |
| "Miasta ja"                   | 2014 | CreativeMotion                            | Wyspy planety układy | [ 6 ]  |
| "Piekielny Szu"               | 2014 | BlueOne, Paweł Czerwiński, Paweł Zawadzki | Wyspy planety układy | [ 7 ]  |
| "Korzenie"                    | 2018 | Alicetea                                  | Idylla               | [ 8 ]  |
| "Idylla"                      | 2018 | MK Productions                            | Idylla               | [ 9 ]  |
| "Zrób to"                     | 2019 | MK Productions                            | Idylla               |        |

## Nagrody i wyróżnienia
- Złoty Kaganek dla Najlepszego Zespołu Studenckiego 2004
- specjalne wyróżnienie Festiwalu Kultury Niezależnej CK Alternatiff 2006
- wyróżnienie Muzycznych Elsaurii 2006
- I miejsce Festiwalu Reggae w Kielcach 2007
- wyróżnienie na Chełmstok 2007
- I miejsce podczas festiwalu Reggae na Piaskach 2008
- specjalna nagroda dla Alicji podczas Ostróda Reggae Festiwal 2008
- Nagroda Publiczności podczas ogólnopolskiego konkursu Przebojem Na Antenę 2009
- Półfinał Must Be The Music